# Рорі Фіннін
Рорі Фіннін (англ. Rory Finnin) — американський україніст, літературознавець, професор, засновник і голова програми Українських студій у Кембриджському університеті. Вивчає взаємозв'язок літератури та національної ідентичності в Україні, літературу радянських дисидентів та літературу турецьких націоналістів. Активно висвітлює ситуацію в Україні в міжнародних медіа та в соціальних мережах. У березні 2014 року він попередив, що РФ готує вторгнення на Схід України та сказав в інтерв'ю телеканалу Al Jazeera, що «Путін бреше» про російських військових у Криму, які видавали себе за самооборону.

## Біографія
Рорі Фіннін здобув докторський ступінь зі слов'янських мов та порівняльної літератури в Колумбійському університеті. Є головою Українських студій у Кембриджському університеті та Кембриджського комітету з російських та європейських студій.

## Вибрані публікації
- Blood of Others: Stalin's Crimean Atrocity and the Poetics of Solidarity. - Edition: ‎ University of Toronto Press, 238 p. ISBN:978-1487507817
- 'The Crimean Tatar Sürgün: Past and Present', University of Cambridge (May 2014)
- 'A Divided Ukraine: Europe's Most Dangerous Idea', University of Cambridge (March 2014)
- 'Captive Turks: Crimean Tatars in Pan-Turkist Literature', Middle Eastern Studies 50.2 (Spring 2014)
- 'Українці: сподівано-несподівана нація', КРИТИКА (Грудень 2013)
- Remembering Katyn, co-authored with Alexander Etkind, Uillieam Blacker, Julie Fedor, Simon Lewis, Maria Mälksoo and Matilda Mroz, Polity Press (2012)
- 'The Poetics of Home: Crimean Tatars in Nineteenth-Century Russian and Turkish Literatures', Comparative Literature Studies 49.1 (January 2012)
- 'Forgetting Nothing, Forgetting No One: Boris Chichibabin, Viktor Nekipelov, and the Deportation of the Crimean Tatars', Modern Language Review 106.4 (September 2011)
- 'Nationalism and the Lyric; or, How Taras Shevchenko Speaks to Compatriots Dead, Living, and Unborn', Slavonic and East European Review 89: 1 (January 2011)
- 'Silence and Extinction in Shadows of Forgotten Ancestors', Slavic and East European Performance 28.1 (Winter 2008)
- 'Attendants to the Duel: Classical Intertexts in Desportes's «Adieu a la Pologne» and Kochanowski's «Gallo Crocitanti»', Comparative Literature Studies 44.4 (Winter 2007)
- 'Mountains, Masks, Metre, Meaning: Taras Shevchenko's Kavkaz,' Slavonic and East European Review 83:3 (July 2005)
- 'Prelude to a Revolution: Reflections on Observing the 2004 Presidential Elections in Ukraine', with Adriana Helbig, Harriman Review 15:2-3 (May 2005); reprinted in Aspects of the Orange Revolution, ed. Ingmar Bredies et al., vol. 4 (Stuttgart: Ibidem-Verlag, 2007)

## Відзнаки
- 2022 - лавреат Премії імені Джозефа Ротшильда зі студій національностей та націоналізму за книгу «Кров інших...»
- 2023 - лавреат Премії за найкращу книгу Американської асоціації українських студійк
- 2023 - Omeljan Pritsak Book Prize in Ukrainian Studies
- 2023 - University of Southern California Book Prize in Literary and Cultural Studies